# Imre Hódos
Imre Hódos (Hungría, 10 de enero de 1928-Debrecen, 23 de abril de 1989) fue un deportista húngaro especialista en lucha grecorromana donde llegó a ser campeón olímpico en Helsinki 1952.

## Carrera deportiva
En los Juegos Olímpicos de 1952 celebrados en Helsinki ganó la medalla de oro en lucha grecorromana estilo peso gallo, por delante del libanés Zakaria Chibab (plata) y del soviético Artem Teryan (bronce).